# Boulder (Colorado)
Boulder é uma cidade localizada no Condado de Boulder, Colorado, EUA. A populacão no 1 de abril de 2020 foi 108 250, segundo o Censo dos Estados Unidos de 2020.
Boulder está localizada na base das Montanhas Rochosas, a uma altitude de 5.430 pés (1.655 m) acima do nível do mar. Boulder fica a 40 km a noroeste do Capitólio do Estado do Colorado, em Denver. É onde fica o campus principal da University of Colorado, a maior universidade do estado.